# Paso Ancho, Oaxaca
Paso Ancho är en ort i Mexiko.   Den ligger i kommunen Santa María Huatulco och delstaten Oaxaca, i den sydöstra delen av landet, 500 km sydost om huvudstaden Mexico City. Paso Ancho ligger 238 meter över havet och antalet invånare är 676.
Terrängen runt Paso Ancho är kuperad norrut, men söderut är den platt. Runt Paso Ancho är det ganska tätbefolkat, med 60 invånare per kvadratkilometer. Närmaste större samhälle är Santa María Huatulco, 1,3 km söder om Paso Ancho. I omgivningarna runt Paso Ancho växer huvudsakligen savannskog.